# High Noon
High Noon (bra: Matar ou Morrer; prt: Comboio Apitou Três Vezes, ou O Comboio Apitou Três Vezes) é um filme americano de 1952, do gênero faroeste, dirigido por Fred Zinnemann.
O roteiro é de John W. Cunningham (argumento) e Carl Foreman, baseado numa pequena história popular, The Tin Star. O filme conta a história de um xerife do Velho Oeste, que é forçado a duelar sozinho com uma gangue de assassinos. O filme é considerado um clássico do cinema, pois inova na abordagem do conflito em um plano mais psicológico e pela carga de suspense nele contido.

## Elenco
- Gary Cooper como xerife Will Kane

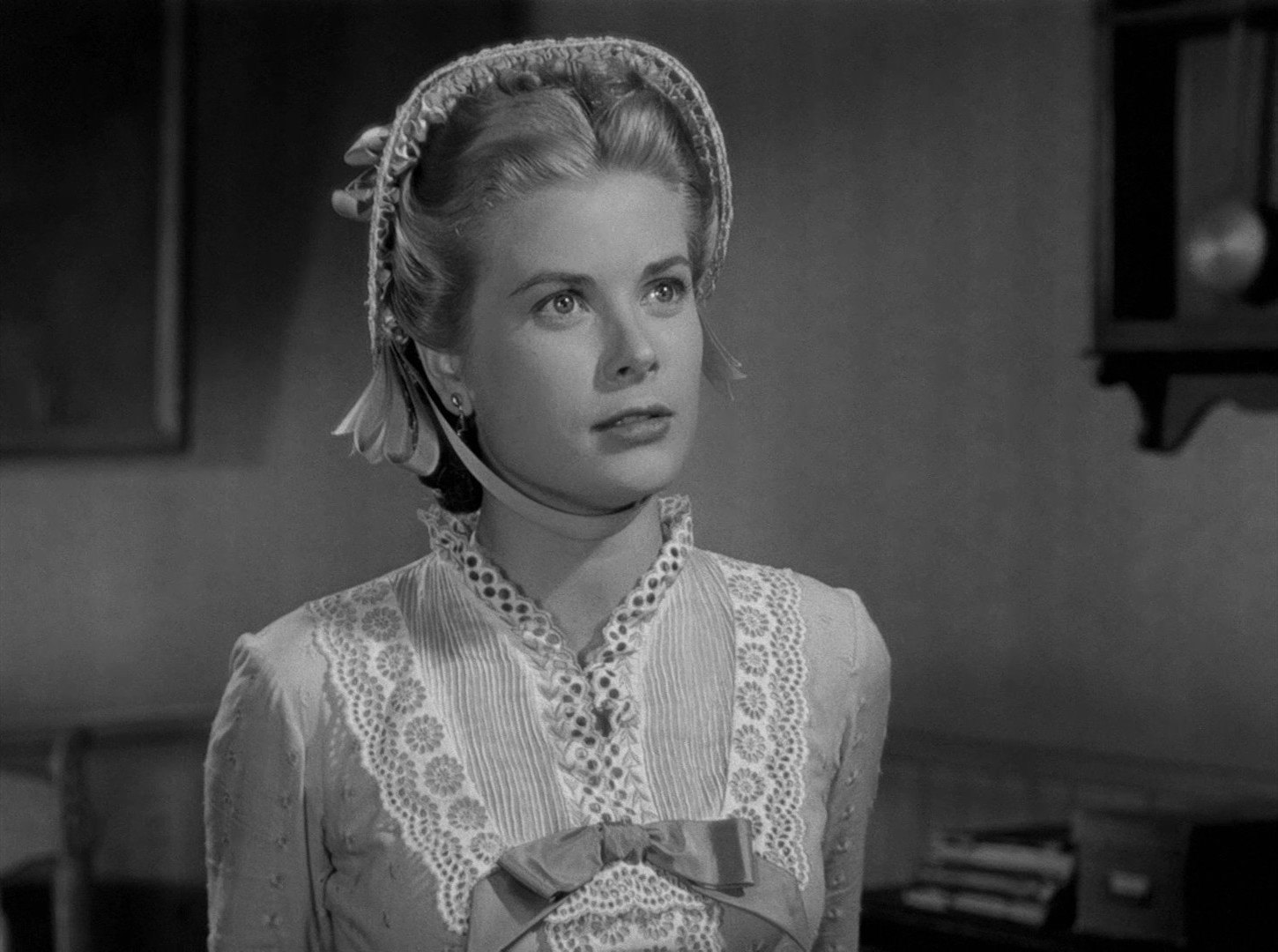
Grace Kelly em cena do trailer do filme

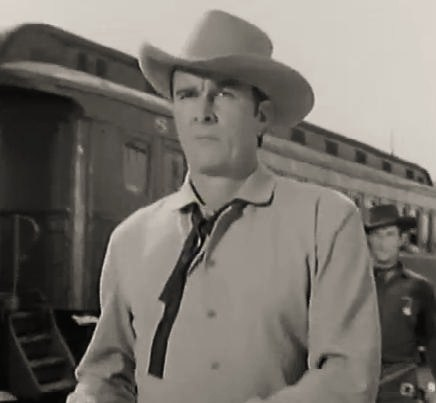
Ian MacDonald em outra cena

- Thomas Mitchell como prefeito Jonas Henderson
- Lloyd Bridges como Harvey Pell
- Katy Jurado como Helen Ramirez
- Grace Kelly como Amy (Fowler) Kane
- Ian MacDonald como Frank Miller
- Otto Kruger como juiz Percy Mettrick
- Lon Chaney Jr como Martin Howe
- Harry Morgan como Sam Fuller
- Eve McVeagh como Mildred Fuller
- Morgan Farley como reverendo Dr. Mahin
- Harry Shannon como Cooper
- Lee Van Cleef como Jack Colby
- Robert J. Wilke como Pierce
- Sheb Wooley como Ben Miller
- Tom London como Sam

## Premiações
- Recebeu o Oscar nas categorias de melhor ator (Gary Cooper), melhor edição e melhor canção (Dimitri Tiomkin e Ned Washington para Do Not Forsake Me, Oh My Darlin', cantada por Tex Ritter). Indicado nas categorias de melhor direção, melhor filme e melhor roteiro.
- Recebeu Globo de Ouro nas categorias de melhor atriz coadjuvante (Katy Jurado). Foi a primeira atriz mexicana a ganhar o prêmio.
- High Noon é o número 33 da lista da AFI, dos 250 melhores filmes do mundo.

## Contexto histórico
O filme foi apontado pelo roteirista, Carl Foreman, como uma alegoria a respeito do período em que a política americana estava vivendo. Seria uma metáfora do McCarthismo, período em que houve uma forte repressão política aos comunistas e simpatizantes nos Estados Unidos, principalmente sobre a classe artística. O xerife Will Kane seria o próprio Foreman, que se viu sozinho diante das acusações de ser comunista, e precisou se dfender de forma solitária, sem a ajuda de nenhum amigo. O filme foi chamado de antipatriótico por John Wayne.